# Bobby Rush (Musiker)

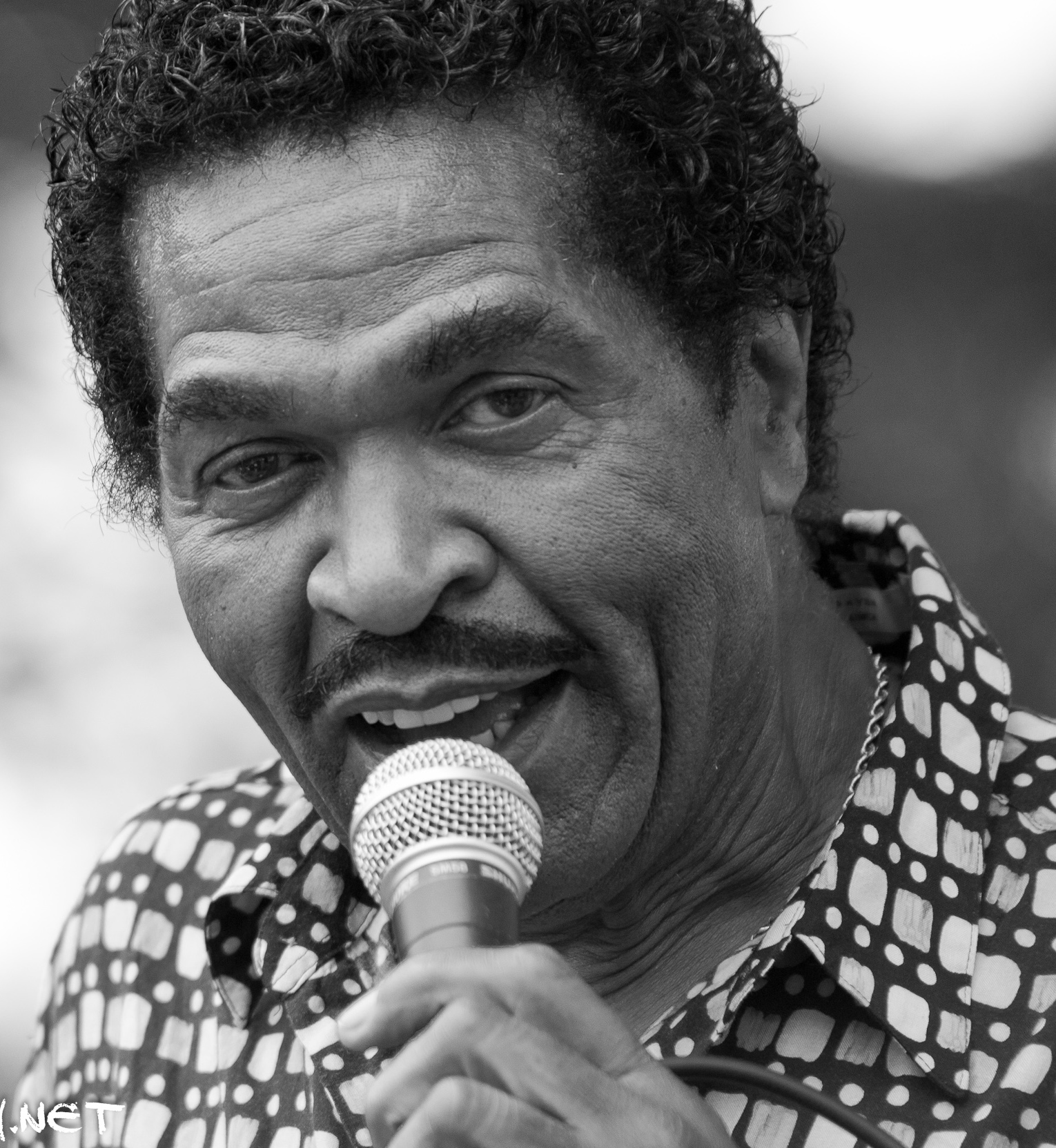
Bobby Rush

Bobby Rush (* 10. November 1933 in Homer, Louisiana), eigentlich Emmit Ellis Jr., ist ein US-amerikanischer Blues- und R&B-Musiker, Multiinstrumentalist, Sänger und Komponist. Seinen Stil bezeichnete er selbst als „Folk-Funk“, eine Mischung aus Blues, Soul und Funk.
1953 zog seine Familie nach Chicago, wo er in der Blues-Szene der West Side Fuß fasste. Er spielte in Bands mit Größen wie Luther Allison und Freddie King. 
1971 hatte er mit Chicken Heads seinen ersten Hit. 1979 erschien sein erstes Album Rush Hour. In den 1980ern wurde sein Stil zunehmend funkiger. Mitte der 1990er kehrte Rush zum Soul-Blues zurück.
Im April 2001 verunglückte sein Tourbus, wobei es mehrere Verletzte und einen Toten gab. Im selben Jahr wurde er mit dem Living Blues Award als bester Livemusiker ausgezeichnet; auch im Jahr 2002 wurde er in dieser Kategorie mit dem Preis bedacht. 2003 hatte Rush sein Comeback.
2006 wurde Bobby Rush in die Blues Hall of Fame aufgenommen.

## Diskografie
- Rush Hour (1979)
- Sue (1982)
- Gotta Have Money (1984)
- What’s Good for the Goose is Good for the Gander (1985)
- Man Can Give (1990)
- I Ain’t Studdi’ You (1991)
- Handy Man (1992)
- She’s a Good ’Un (It’s Alright) (1995)
- One Monkey Don’t Stop No Show (1995)
- Wearing It Out (1996)
- It’s Alright, Vol. 2 (1997)
- Lovin’ a Big Fat Woman (1997)
- Rush Hour… Plus (1999)
- Hoochie Man (2000; ausgezeichnet mit dem Prix Big Bill Broonzy)
- Undercover Lover (2003)
- Live at Ground Zero (2003)
- Folkfunk (2004; ausgezeichnet mit dem Prix Big Bill Broonzy)
- Hen Pecked (2005)
- Night Fishin (2005)
- Raw (2007)
- Down in Louisiana (2013)
- Porcupine Meat (2016)
- Sitting On Top Of The Blues (2019)
- Rawer Than Raw (2020)
- All My Love For You (2024)